# Dinka (folk)
Dinka är en nilotisk folkgrupp, uppdelad i 25 stammar, som lever i området kring övre Nilen och dess tillflöden i Sydsudan och de nordliga delarna av Kenya och Uganda.[källa behövs] I Sydsudan är det den största folkgruppen, 2004 uppgick de till knappt fyra miljoner. Huvudnäringen är boskapsskötsel med åkerbruk och fiske som binäringar.
I Dinkas mytologi finns flera gudar och de främsta är Nhialic (Acek, Jok, Nyalich), Deng (Denka) och Abuk. Nhialic är den högste guden och förknippad med himlen. Han skapade jorden och ordning i universum. Vidare skapade han den första mannen, Garang, och kvinnan, Abuk, av lera. Deng är en regn- och fruktbarhetsgud. I några områden betraktades Nhialic och Deng som samma gud. Gudinnan Abuk är kvinnornas och odlingarnas beskyddare. Hon anses i några traditioner som mor till Deng.